# Franz Kaszjukewitsch
Franz Kaszjukewitsch (belarussisch Франц Касцюкевіч; russisch Франц Петрович Костюкевич, engl. Transkription Frants Kostyukevich; * 4. April 1963) ist ein ehemaliger belarussischer Leichtathlet, der sich auf das Gehen spezialisiert hat.

## Sportliche Laufbahn
Erste internationale Erfahrungen sammelte Franz Kaszjukewitsch vermutlich im Jahr 1987, als er bei den Weltmeisterschaften in Rom für die Sowjetunion startend im 20-km-Gehen nicht ins Ziel kam. 1989 gewann er bei den Hallenweltmeisterschaften in Budapest in 18:34,07 min die Bronzemedaille im 5000-Meter-Bahngehen hinter seinem Landsmann Michail Schtschennikow und Roman Mrázek aus der Tschechoslowakei. Im Mai siegte er beim IAAF World Race Walking Cup in L’Hospitalet in 1:20:21 h über 20 km. 1990 gelangte er bei den Europameisterschaften in Split mit 1:27:12 h auf Rang elf und im Jahr darauf gewann er bei den Hallenweltmeisterschaften in Sevilla in 18:47,05 min erneut die Bronzemedaille über 5000 Meter, diesmal hinter seinem Landsmann Michail Schtschennikow und dem Italiener Giovanni De Benedictis. 1992 startete er für die Gemeinschaft Unabhängiger Staaten bei den Halleneuropameisterschaften in Genua und sicherte sich dort in 18:25,40 min die Silbermedaille hinter dem Italiener Giovanni De Benedictis. 1993 wurde er bei den Hallenweltmeisterschaften in Toronto für Belarus startend im Finale über 5000 Meter disqualifiziert und im Sommer kam er bei den Weltmeisterschaften in Stuttgart über 20 km nicht ins Ziel. Im Jahr darauf wurde er bei den Halleneuropameisterschaften in Paris disqualifiziert. 1996 beendete er dann seine aktive sportliche Karriere im Alter von 33 Jahren.
1996 wurde Kaszjukewitsch belarussischer Hallenmeister im 10.000-Meter-Bahngehen.